# ۷۱۴ (خورشیدی)
۷۱۴ هفتصد و چهاردهمین سال هجری خورشیدی است.